# Barbut verd cul-roig
El Barbut verd cul-roig (Psilopogon lagrandieri) és una espècie d'ocell de la família dels megalèmids (Megalaimidae) que habita els boscos de les terres baixes fins als 2100 m, del nord i sud de Laos i el Vietnam.